# Ларрі Гопкінс (хокеїст)
Ларрі Гопкінс (англ. Larry Hopkins; нар. 17 березня 1954, Ошава) — канадський хокеїст, що грав на позиції крайнього нападника.

## Ігрова кар'єра
Професійну хокейну кар'єру розпочав 1978 року.
1974 року був обраний на драфті НХЛ під 152-м загальним номером командою «Атланта Флеймс».
Протягом професійної клубної ігрової кар'єри, що тривала 6 років, захищав кольори команд «Торонто Мейпл Ліфс» та «Вінніпег Джетс».
У 1982 трапився курйоз, замість фото Ларрі помилково показали фото новачка по команді Пола Макліна.
Загалом провів 66 матчів у НХЛ, включаючи 6 ігор плей-оф Кубка Стенлі.